# Clematis brachyura
Clematis brachyura är en ranunkelväxtart som beskrevs av Carl Maximowicz. Clematis brachyura ingår i släktet klematisar, och familjen ranunkelväxter. Inga underarter finns listade i Catalogue of Life.